# Melchisedec Sikuli Paluku
Melchizedec Sikuli Paluku (Lukanga, República Democrática do Congo, 27 de janeiro de 1952) é bispo de Butembo-Beni.
Melchizedec Sikuli Paluku recebeu o Sacramento da Ordem em 21 de agosto de 1978.
Em 3 de abril de 1998, o Papa João Paulo II o nomeou Bispo de Butembo-Beni. O presidente emérito do Pontifício Conselho para a Pastoral da Saúde, Cardeal Fiorenzo Angelini, o consagrou em 2 de agosto do mesmo ano; Os co-consagradores foram o Arcebispo de Bukavu, Emmanuel Kataliko, e o Núncio Apostólico na República Democrática do Congo, Dom Faustino Sainz Muñoz. 